# Jon Pearce
Jon Pearce (ur. 29 lipca 1977) – brytyjski polityk, członek Partii Pracy. Poseł do Izby Gmin od 2024.

## Życiorys
Urodził się i dorastał w Derbyshire. Przed ukończeniem studiów podejmował się różnorodnych prac fizycznych oraz pracował jako ekspedient. Ukończył historię i politykę na Newcastle University a następnie prawo na Nottingham Law School. Pracował charytatywnie na rzecz osób zmagających się z ubóstwem energetycznym, mających problem z opłaceniem ogrzewania domów. Po uzyskaniu uprawnień do wykonywania zawodu prawnika, wyspecjalizował się w prawie pracy i prawie antydyskryminacyjnym, czym zajmował się przez kolejnych 14 lat. Pracował dla kancelarii prawniczej Hempsons.
Wziął udział w wyborach do Izby Gmin w 2024 roku, startując z ramienia Partii Pracy w okręgu wyborczym High Peak. Został wybrany posłem uzyskując 22 533 głosy (45,8%).

## Życie prywatne
Jest żonaty, ma dwie córki. Mieszka w Hope Valley  w hrabstwie Derbyshire. Jest kibicem Derby County F.C..